# Эдельбай
Эдельба́й — аул в Благодарненском муниципальном округе Ставропольского края России.

## География
Аул расположен на северо-востоке Благодарненского округа.
Расстояние до краевого центра: 152 км.
Расстояние до районного центра: 43 км.

## Название
По одной из легенд, в далёкие годы, когда туркмены ещё кочевали и только-только начинали переходить к оседлому образу жизни, на месте нынешнего аула жил очень богатый человек. Держал много скота, а земли вокруг были целинными. Несметные стада пасли бедняки, работавшие по найму. И никого из своих наёмников этот бай никогда не обижал. Дарил нуждающимся деньги, продукты, одежду. Народ прозвал его Эдельбай. Эдель — добрый, щедрый.
По другой версии Эдельбай в переводе с туркменского оно означает «богач с Волги».

## История
Аул Эдельбай был основан в Кандрашкиной балке в 1889 году (по другим данным — в 1890 году).
В 1870-м упразднён образованный недалеко от озера Довсун на речке Чограй аул Чограй — Старая Башанта. Он был сожжён калмыками за угон у них туркменами во время авламыка (набега) большого количества овец. Туркмены-соинаджи из Чограя ушли в аул Верхний Озек-Суат и составили его соинджийское население. Човдыры и часть игдыр откочевали из сожжённого аула к Летней Ставке и образовали впоследствии поселения Айгур в 1879 году и Едисан-Гора в 1884 году. Другая часть игдыр приняла участие в основании в 1889 году аула Эдильбай (современное название Эдельбай) в Кондрашкиной балке. Через год из эдильбайцев выделилась группа хозяйств, поселившаяся в верховьях речки Чограй в ауле Башанта.
В 1890-м году в ауле была открыта татарская школа. Русская школа, вмещавшая 40 учеников, появилась в 1906 году. В ней наравне с русским языком велось преподавание татарского языка и арабской грамоты.
До 2017 года аул образовывал упразднённое сельское поселение аул Эдельбай.

## Население
Из рапорта главного пристава Коневского ставропольскому губернатору от 12 марта 1894 года, при проверке жителей аула Эдильбай в сентябре 1892 г. вместо 1300 душ оказалось 543, причём в списках желающих водвориться помечены были умершие в 1887, 1888, 1889 и 1890 гг.; при вторичной поверке в том же году жителей аула Эдильбай оказалось уже 367, а в ауле Айгур 114 вместо 600; в начале 1893 г. была произведена новая поверка, в результате которой в Эдильбае оказалось 309 душ и в ауле Айгур — 63 души; в декабре 1893 г. в Эдильбае было 611 душ, а в Айгуре — 149. Это колебание в численности населения новых аулов объясняется не столько злоупотреблениями местной администрации, сколько тем, что зачислившиеся в оседлые не могли быстро порвать со старыми привычками и продолжали вести кочевой образ жизни.
| 1896  | 1897  | 1902  | 1903  | 1907  | 1925  | 1926  | 1989  | 2002  |
| ----- | ----- | ----- | ----- | ----- | ----- | ----- | ----- | ----- |
| 828   | ↗1998 | ↘948  | ↘945  | ↘937  | ↘706  | ↘698  | ↗901  | ↗1284 |
| 2010  | 2011  | 2012  | 2013  | 2014  | 2015  | 2016  | 2017  | 2021  |
| ↘1230 | ↘1227 | ↘1212 | ↘1202 | ↗1206 | ↗1216 | →1216 | ↗1229 | ↘1193 |
| 2023  |       |       |       |       |       |       |       |       |
| ↗1196 |       |       |       |       |       |       |       |       |

Национальный состав
По итогам переписи населения 2010 года в ауле проживали следующие национальности (национальности менее 1 %, см. в сноске к строке «Другие»):
| Национальность | Численность | Процент |
| -------------- | ----------- | ------- |
| Туркмены       | 1181        | 96,02   |
| Татары         | 14          | 1,14    |
| Другие         | 35          | 2,85    |
| Итого          | 1230        | 100,00  |

Основная часть населения — ставропольские туркмены.

## Инфраструктура
- Мечеть[29]
- Дом культуры.
- Фельдшерско-акушерский пункт[30]
- Спортивный зал борцовского клуба «Ватан». Построен в 2000 году[31]
- 3 открытых кладбища: Северное (площадь 22300 м²), Восточное (11000 м²) и Западное (11000 м²)[32].

## Образование
- Детский сад № 27. Был сдан в эксплуатацию в 2016 году. В 2018 году произошла просадка грунта под зданием, после чего были выявлены технические повреждения несущих конструкций и перегородок[33][34].
- Средняя общеобразовательная школа № 14[35]. Открыта 1 сентября 1975 года[36].

## Экология
Аул Эдельбай неоднократно подтверждал статус самого экологически чистого населённого пункта Благодарненского района.

## Памятники

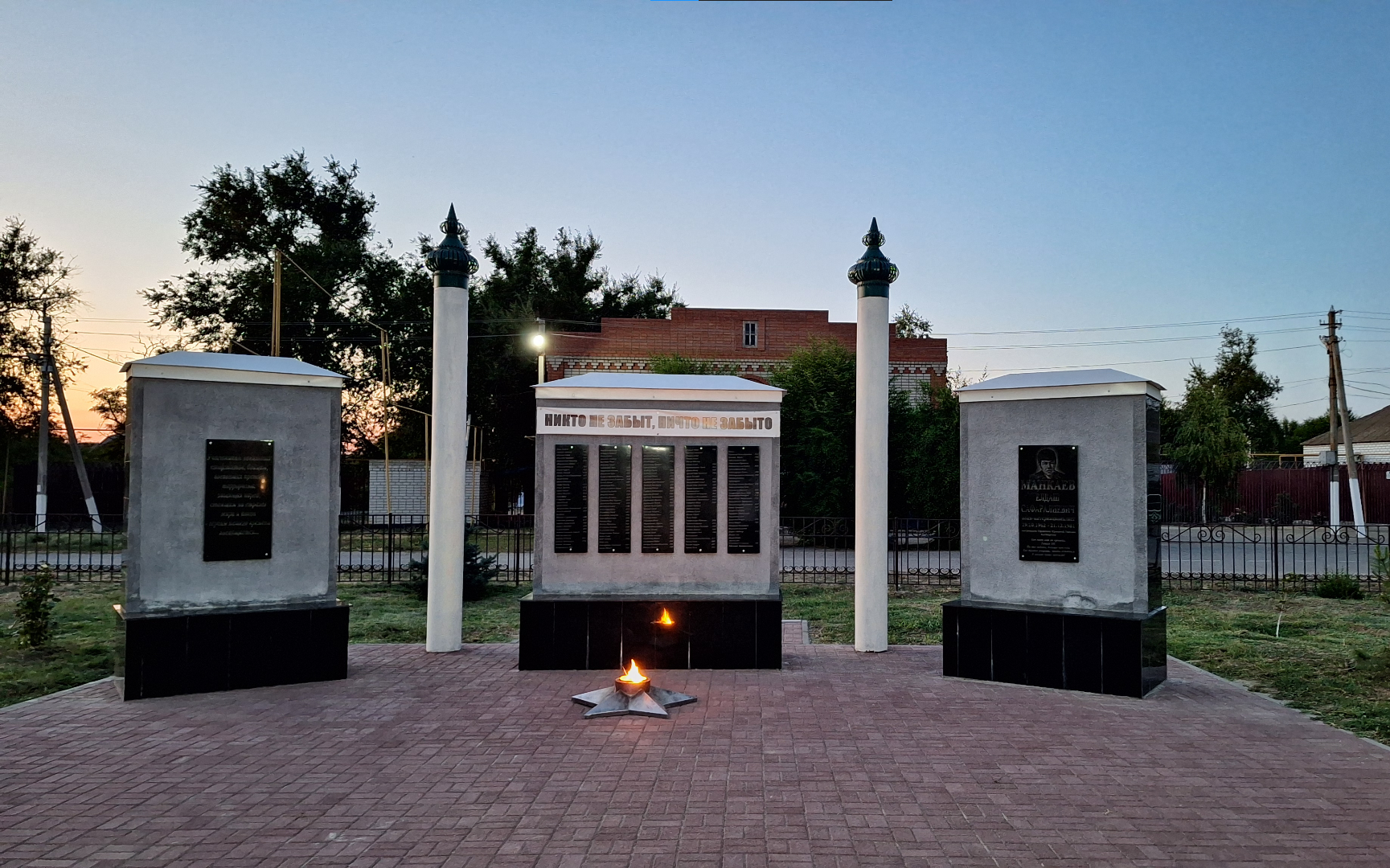
Памятник «Никто не забыт, ничто не забыто» и памятник Манкаеву Е.С

- В 2008 году в ауле был установлен бронзовый памятник туркменскому поэту Махтумкули, подаренный правительством Туркменистана[39][40].
- Памятник «Никто не забыт, ничто не забыто».
- Памятник Е. С. Манкаеву, погибшему в Афганистане.